# 沙尼耶
沙尼耶（法語：Chaniers，法語發音：[ʃanje]）是法国滨海夏朗德省的一个市镇，位于该省东部，属于桑特区。

## 地理
沙尼耶（45°43'5"N, 0°33'26"W）面积26.53 平方千米，位于法国新阿基坦大区滨海夏朗德省，该省份为法国西部滨海省份，北起旺代省，西临大西洋，南至吉倫特省，东南接多爾多涅省，东北接德塞夫勒省接壤，东临夏朗德省。
与沙尼耶接壤的市镇（或旧市镇、城区）包括：拉沙佩勒德波、库尔库里、夏朗德河畔栋皮埃尔、丰库韦尔特、莱贡、圣塞赛尔、圣索旺、圣瑟韦德桑通格、桑特。

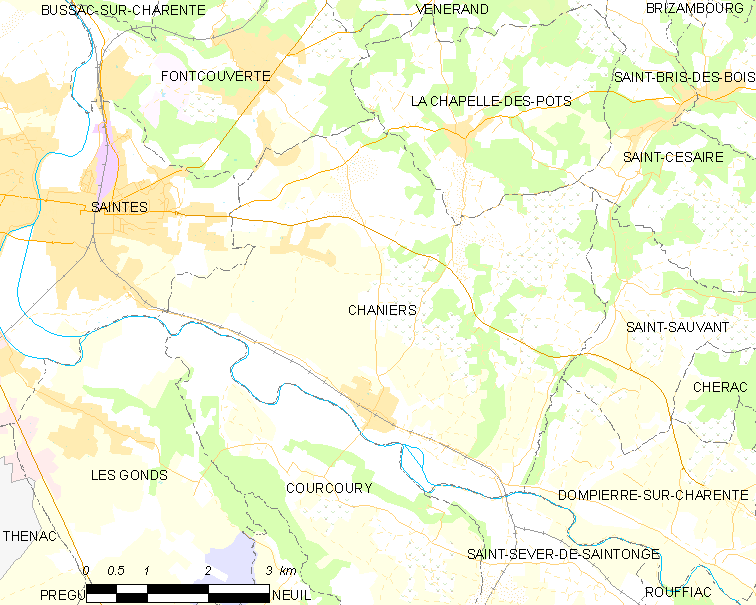
沙尼耶的OSM定位图

沙尼耶的时区为UTC+01:00、UTC+02:00（夏令时）。

## 行政
沙尼耶的邮政编码为17610，INSEE市镇编码为17086。

## 政治
沙尼耶所属的省级选区为沙尼耶县。

## 人口

1962-2008年间沙尼耶人口变化图示

沙尼耶于2022年1月1日时的人口数量为3634人。